# 湯之奥金山
湯之奥金山（ゆのおく きんざん）は、山梨県南巨摩郡身延町湯之奥にある金山。戦国時代前期から江戸時代初期まで稼業していたと考えられており、毛無山中腹に分布する中山、内山、茅小屋の3つの金山の総称。

## 概要
湯之奥金山は15世紀後半から採掘が始まり、戦国時代に河内地方を支配していた穴山氏のもと、金山衆と称される職能集団が金山経営に当たっていた。河内領の湯之奥郷に所在し、湯之奥郷には穴山家臣の土豪・湯之奥佐野氏がいる。武田・穴山氏の滅亡以降は武田遺領を支配した徳川家康のもとに採掘が続けられるが、鉱脈の枯渇に伴い17世紀末期に事実上閉山したと見られている。

## 研究と発掘調査
戦後に実証的研究が本格化した武田氏研究において、金山研究は主に文献史学の立場から研究が行われ、金山衆は武田氏の被官であったとする見解が支持されていた。1986年には黒川金山の総合学術調査が実施され、文献史学のみならず考古学や民俗学など多様な視点を用いたアプローチが行われた。1989年（平成元年）には湯之奥金山遺跡学術調査委員会が組織され、三金山のうち中山金山について3ヶ年にわたって発掘調査を伴う総合学術調査が実施された。
この調査により、遺跡からは金山沢を中心に124箇所の雛壇状テラスや坑道跡などの遺構や、また引き臼（鉱山臼）や鏨といった鉱山道具、陶磁器や煙管、銅銭などの日用品などが出土した。出土品の中でも粉成（こなし）作業に用いられた鉱山臼のうち挽臼については、上臼の軸受皿と金鉱石を落とす下臼の供給皿が別々に作られた特殊なもので、「湯之奥型」と命名された。湯之奥型は従来から用いられた粉臼から発展したものであると考えられており、同様に独自の形態を持つ黒川金山の黒川型が全国的な分布を示しているのに対し、湯之奥型は類例が少なく、南部町の十島金山や伊豆の土肥金山、佐渡島など限られた地域でのみ出土している。また調査された坑道跡は、金鉱石が脆くなった表層部の酸化富鉱帯から採掘する露天掘りの跡だと考えられている。
金の採掘が砂金取りから露天掘り、坑道掘りへと変遷していった様子が良く保全されており、中山金山は国の史跡に指定された。また、この時の発掘調査の成果をもとに1997年に「甲斐黄金村・湯之奥金山資料館」が建設された。現在は名称を「甲斐黄金村・湯之奥金山博物館」と変えている。
なお、富士金山は同じ鉱脈を現在の静岡側から掘ったものである。

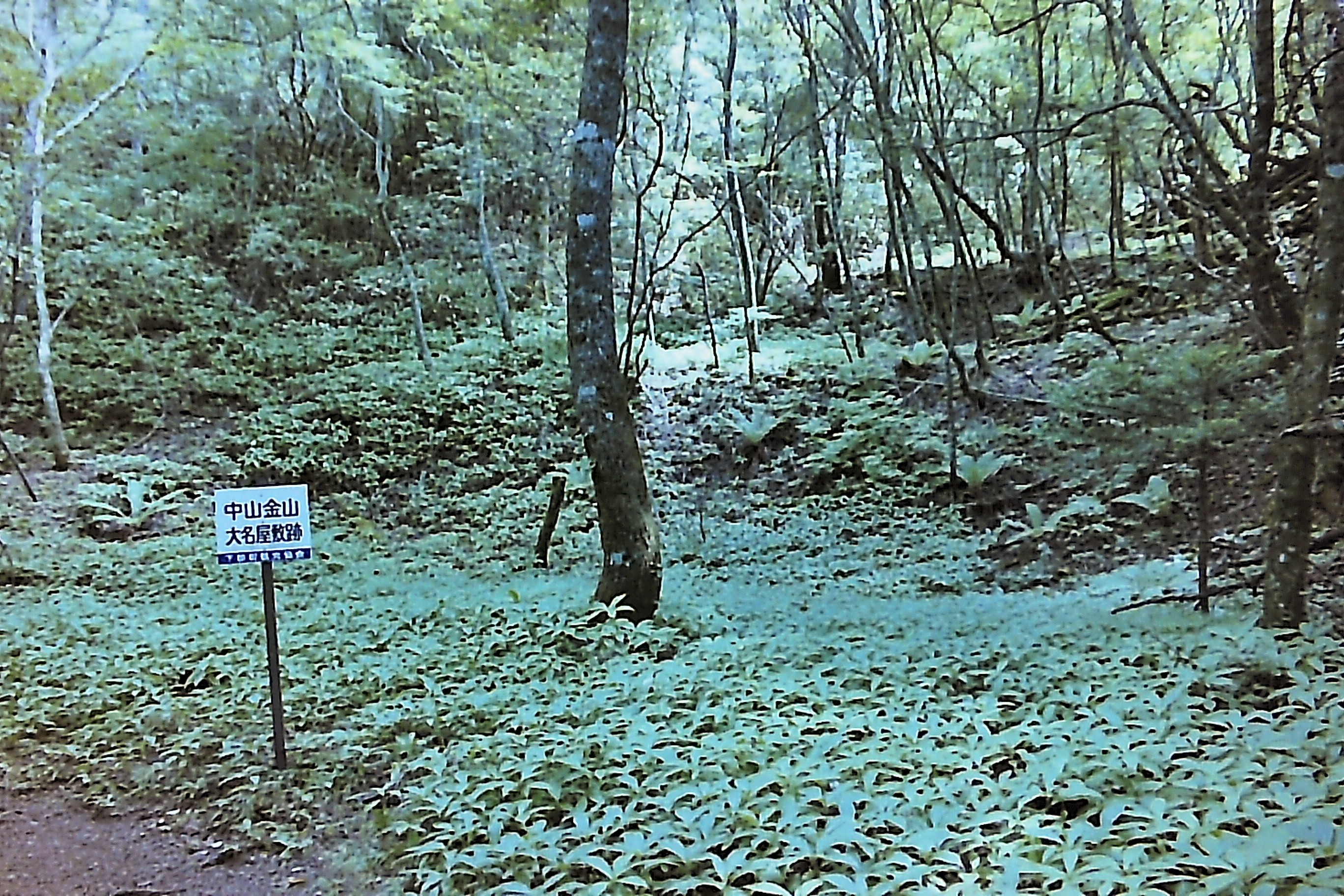
中山屋敷跡